# خویس
خویس، روستایی در دهستان کرخا بخش شاوور شهرستان کرخه در استان خوزستان ایران است. این روستا، مرکز دهستان کرخا است.

## جمعیت
بر پایه سرشماری عمومی نفوس و مسکن در سال ۱۳۹۵، جمعیت این روستا برابر با ۳٬۵۲۰ نفر (۹۸۹ خانوار) بوده‌است.